# Steve Marriott
Pour les articles homonymes, voir Marriott.
Stephen Peter Marriott (dit Steve) est un chanteur, guitariste, harmoniciste et organiste britannique pop, rock et blues, né à Londres le 30 janvier 1947 et mort à Arkesden, Angleterre, le 20 avril 1991. Il est le fondateur et le leader des groupes Small Faces et Humble Pie.

## Biographie
Steve nait à l'hôpital de East Ham, dans le quartier de Forest Gate. Ses parents sont Kay et Bill Marriott qui vivent sur Strone Road, à Manor Park. Steve étudie à la Monega Junior School et à l'Italia Conti Academy of Theatre Arts' à Londres.
Steve Marriott débute dès l’enfance dans le monde du spectacle en jouant le rôle de Artful Dodger dans la comédie musicale Oliver. Durant son adolescence, il tient  de petits rôles dans des séries télévisées.
Il monte son premier groupe rock, les Moonlites, à 16 ans, et rencontre rapidement le bassiste Ronnie Lane et le batteur Kenny Jones avec qui il fonde The Small Faces qui connaît le succès pendant 5 ans.

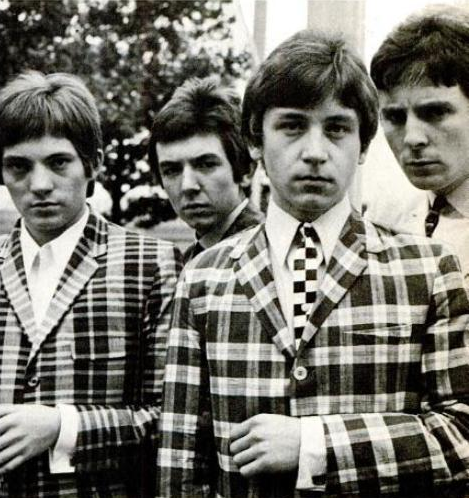
Steve Marriott à gauche, avec les Small Faces.

En 1969, lors d’une séance d’enregistrement à Paris pour l'album Rivière... ouvre ton lit de Johnny Hallyday, Marriott rencontre le jeune guitariste Peter Frampton (qui connaîtra par la suite un énorme succès aux États-Unis). Il tente de l’imposer comme guitariste au sein des Small Faces mais sans succès. Devant le refus des autres membres du groupe d'intégrer le jeune guitariste, Marriott et Frampton partent fonder le groupe de blues-rock Humble Pie qui connaitra des hauts et des bas et dont le succès sera surtout américain.
Lorsque Humble Pie jette l’éponge en 1975, Marriott tente l’aventure en solo, puis se lance dans une tentative de reformation des Small Faces en 1977 avec les membres originaux sauf le bassiste Ronnie Lane qui souffre de sclérose en plaques et qui est remplacé par Rick Wills. Deux albums sont produits, Playmates en 1977 avec P.P. Arnold et Vicky Brown aux chœurs ainsi que Mel Collins au saxophone, suivit de 78 in the Shade en 1978, mais le succès ne venant pas et devant les faibles ventes des albums, ils se séparent cette même année. Steve n'obtient un succès modeste qu’en 1980 en reformant Humble Pie mais ses problèmes avec l’alcool et les drogues lui mettent des bâtons dans les roues tout au long des années 1980, en témoignent les difficultés rencontrées par son groupe suivant Packet of Three (au nom volontairement provocateur, Packet of Three signifiant « Boite de préservatifs » qui contient alors 3 préservatifs). 

## Mort dans un incendie
Le 20 avril 1991, en pleine période d’enregistrement avec son compère d’autrefois, Peter Frampton, en vue de la formation d’un nouveau groupe, Marriott rendu inconscient par l’ingestion d’un mélange de cocaïne, d’alcool et de Valium met involontairement le feu à ses draps avec une cigarette. Il périt dans l’incendie de son domicile londonien.

## Vie personnelle
Marriott a été marié de 1968 à 1973 avec Jenny Rylance. Il rencontre ensuite une hôtesse de l'air nommée Pam Stephens avec qui il a un fils, Toby, né en 1976. Il se remarie avec Toni Poultney avec laquelle il a une fille, Lesley, née en 1976 avant leur mariage. Steve a ensuite une autre fille, Tonya, née en 1984 avec une Canadienne, Terri Elias, ainsi qu'une troisième fille, Mollie Mae, née en 1985, de Manon Piercey.
Marriott était propriétaire d'un border collie du nom de Seamus. En 1971, alors qu'il part en tournée avec les Humble Pie, il confie le chien à son ami David Gilmour, guitariste de Pink Floyd. Le chien ayant appris à chanter par son maitre, donne l'idée au groupe d'enregistrer la chanson Seamus sur laquelle le chien participe au chant ! La chanson est publiée sur l'album Meddle.

## Discographie
Cette discographie a été compilée grâce à des sources telles que Discogs ainsi que les sites officiels des groupes et artistes concernés.

### Albums solos

#### Discographie officielle
- Marriott - 1976 (Avec Greg Ridley de Humble Pie à la basse et aux chœurs)
- Live at the Sir George Robey 23-10-85 - 1985 (Aussi disponible sous le titre Afterglow)
- Live at Dingwalls 6.7.84 - 1986 - (Aussi disponible sous le titre Steve Marriott The Voice Of Humble Pie - Réédité en mai 2001)
- 30 Seconds to Midnite 1989 - (Trax Music Ltd)
- Marriott & Band - 1990

#### Discographie posthume
- Steve Marriott's Scrubbers - 1996
- Clear through the night - 1999
- New Millenium - Steve Marriott & The Official Receivers 1999
- Sing The Blues - Steve Marriott & The DT'S 2000
- Live in Germany - Steve Marriott & The Next Band 2000
- The Legendary Magik Mijits - Steve Marriott 2000 - Avec Mick Green guitare, Jim Leverton basse, Mick Weaver claviers, Ronnie Lane chant, David Hines batterie et Steve Marriott guitares, claviers, harmonica et chant.
- About face - 2004 - Boîtier de 3 CD.
- Rainy Changes - 2005 - Album de 2 CD contenant des raretés, incluant l'album Official Receivers de 1987 et deux chansons enregistrées avec Peter Frampton avant le décès de Steve, The bigger they come et I won't let you down.
- Tin Soldier The Steve Marriott Anthology - 2006 - Boîtier de 3 CD
- Steve Marriott & The Official Receivers - 2006 - Double CD Concerts enregistrés en 1980
- Wham Bam - 2007
- All Or Nuffin' The Final Performance - 2009

N.B. : À partir de 1993, sa discographie devient posthume et est constituée de musique enregistrée lors de divers travaux de Steve Marriott avec différents musiciens.

### Small Faces
Albums studio
- 1966 : Small Faces (Decca Records)
- 1967 : Small Faces (Immediate Records)
- 1968 : There Are But Four Small Faces Édité aux États-Unis sur Columbia Records avec un contenu différent.
- 1968 : Ogdens' Nut Gone Flake (Immediate) - Réédité en 2012
- 1977 : Playmates (en) (Atlantic)
- 1978 : 78 in the Shade (en) (Atlantic)

Compilations
- 1967 : From the beginning - Réédité en 2012 en version remixée sur Decca Records 2 CD dans la collection The Roots Of British Rock.
- 1969 : The Autumn Stone - 2 CD
- 1969 : In Memoriam - Version abrégée de la compilation The Autumn Stones.
- 1970 : Wham Bam!
- 1975 : The Immediate Story - Small Faces Volume II 2 CD
- 1976 : Rock Roots
- 1996 : The Decca Anthology 1965-1967 - 2 CD - Inclut 2 chansons de Jimmy Winston And His Reflections et 2 de Steve Marriott.
- 1997 : The Masters - 2 CD
- 1997 : Greatest Hits - 2 CD
- 1999 : The BBC Sessions
- 2001 : Best of The Small Faces
- 2015 : The Decca Years : 1965 - 1967 - Boîtier 5 CD + Livret.
- 2017 : In Session At The BBC 1965-1966 - 2 CD - Aussi disponible sous forme de disque vinyles, album double.
- 2018 : Smalls - 2 CD

### Humble Pie

#### Albums studio
- As Safe as Yesterday (1969, Immediate)
- Town and Country (1969, Immediate)
- Humble Pie (1970, A&M)
- Rock On (1971, A&M)
- Smokin' (1972, A&M)
- Eat It (1973, A&M)
- Thunderbox (1974, A&M)
- Street Rats (1975, A&M)
- On to Victory (1980, Atco/Atlantic)
- Go for the Throat (1981, Atco/Atlantic)

#### Albums live
- Performance Rockin' the Fillmore (1971, A&M)
- King Biscuit Flower Hour Presents: In Concert Humble Pie live 1973 (1995) (King Biscuit Entertainment)
- In Concert (1996) (King Biscuit Entertainment) Réédition du précédent
- Extended Versions (2000) BMG
- Natural Born Boogie: The BBC Sessions (2000) Fuel
- Live At The Whiskey A-Go-Go '69 (2002) Sanctuary
- One more for the ol' tosser (2006) (Wapping Wharf)
- Performance Rockin' the Fillmore: The Complete Recordings (2013) (Omnivore Recordings) Boîtier 4 CD

#### Compilations
- Lost and Found (1973) A&M - Album double réunissant les 2 premiers albums
- Back Home Again (1976) Immediate
- Best of Humble Pie (1982) A&M
- Classics Volume 14 (1987) A&M
- Early Years (1994) Griffin
- Hot n' Nasty: The Anthology (1994) A&M - Album double
- The Scrubbers Sessions (1997) Paradigm
- The Immediate Years: Natural Born Boogie (1999) Recall
- Running With The Pack (1999) Pilot
- Natural Born Boogie: The BBC Sessions (2000) (Fuel)
- Twentieth Century Masters: The Millennium Collection (2000) A&M
- The Atlanta Years (2005) (Wapping Wharf) Disque Double
- Definitive Collection (2006) (A&M)

### Participations
- 1967 : Their Satanic Majesties Request des Rolling Stones. - Bill Wyman a invité Steve à jouer la guitare et faire les chœurs en compagnie de Ronnie Lane sur In another land en l'absence de Keith Richards.
- 1967 : Dear Mr Fantasy de Traffic. - On entend parler Steve sur la pièce Berkshire Poppies
- 1968 : Steve fait les chœurs sur le titre " Good times " des Easybeats
- 1969 : Rivière... ouvre ton lit de Johnny Hallyday - Steve Marriott à l'orgue et à la guitare et Ronnie Lane à la basse  en plus d'être instrumentistes[2] sur Voyage au pays des vivants et Je suis né dans la rue, composent trois chansons, Amen, Réclamation et Regarde pour moi[3].
- 1971 :  B B King in London de B B King - Steve Marriott à l'harmonica, Greg Ridley à la basse et Jerry Shirley à la batterie jouent sur la chanson Alexis' Boogie qui sortit d'abord sur cet album de B B King puis sur l'album éponyme d'Alexis Korner la même année. B B King joue la guitare acoustique ici.
- 1971 :  Alexis Korner de Alexis Korner. - Idem.
- 1972 :  Accidentally born in New-Orleans du groupe Snape avec Alexis Korner, Mel Collins, Boz Burrell et Ian Wallace. - Steve joue l'orgue sur une chanson, Country Shoes.
- 1974 :  Get off my cloud de Alexis Korner. - Steve et Peter Frampton jouent sur six des dix chansons de cet album
- 1988 : And... 1972-1983 de Alexis Korner - Avec Peter Frampton, Nick Evans, Elton Dean, Rick Wills, Keith Richards, etc.
- 1992 :  Peter Frampton : Shine on - Compilation de Peter Frampton avec deux chansons enregistrées avant le décès de Steve Marriott, The bigger they come et I won't let you down.

## Anecdote
- C'est son chien Seamus qui « chante » sur la pièce Seamus de l'album Meddle de Pink Floyd : on le voit aussi dans le film Pink Floyd At Pompei mais ici la pièce s'intitule Mademoiselle Nobs. Steve avait laissé son chien à la garde de David Gilmour pour qu'il en prenne soin durant son absence.

## Filmographie

### Télévision
- 1962 : Mr. Pastry's Progress - Série télévisée de 25 minutes, 1 épisode : Harry Scroggs
- 1962 : Night Cargoes - Série télévisée : Lui même
- 1963 : Dixon of Dock Green : Série télévisée 1 épisode The River People : Clive Dawson
- 1963 : William - Série télévisée 1 épisode William the Peacemaker : Bertie Franks
- 1963 : Heavens Above! - Série télévisée : Jac<k - Non crédité
- 1963 : Live it up! : Série télévisée : Ricky - Rocky - Crédité en tant que Stephen Marriott
- 1964 : Taxi - Série télévisée, 1 épisode The Scousers : Arthur - Crédité en tant que Stephen Marriott
- 1964 : Television Club : Série télévisée, 1 épisodeThe Brent Family: Auntie May Remembers : Brother Jack
- 1964 : Cross-Roads : Documentaire : Alec
- 1965 : Be My Guest  : Série : Ricky

### Cinéma
- 1967 : Tonite Let's All Make Love in London : Film de 70 minutes de Peter Whitehead, avec : Alan Aldridge (en), Julie Christie, Andrew Loog Oldham, Michael Caine, Eric Burdon, Pink Floyd, Mick Jagger, Allen Ginsberg
- 2009 : The Bridge House Film : Film de Sid Truelove : Avec Keith Richards, Rory Gallagher, Alexis Korner
- 2021 : No Room for Ravers - Film documentaire de Brian Grant sur les Small Faces avec Steve Marriott, Ronnie Lane, Ian McLagan et Kenney Jones.

## Sources
- Alexis Korner discography ; http://alexis-korner.net/index2.html
- Johnny Hallyday ; Rivière... ouvre ton lit ; http://www.hallyday.com/Son/Disco/1969/1969lp844971.html